# Малодушність
Малодушність — слабкість характеру, часто виражена в фобії, дрібній заздрості і мимовільній агресії. Брак відваги відстоювати свої переконання.
Філософ Фома Аквінський вважав малодушність (pusillanimitas) гріхом, оскільки хоча воно і протилежно гріху гордині (марнославству), однак порушує принцип помірності і чесноти середини. Критикою малодушності Фома Аквінський вважає євангельську притчу про раба, який закопав свій талант у землю. Малодушність протистоїть шляхетності і великодушності (magnanimitati). Негативним проявом малодушності є нездатність вчинити будь-яку необхідну дію. Таку людину можна назвати також безхарактерною.